# THS Wohnen
Die THS Wohnen war eine traditionsreiche, bergbauverbundene Wohnungsgesellschaft mit Sitz in Gelsenkirchen auf der ehemaligen Zeche Nordstern. Sie geht zurück auf die Treuhandstelle für Bergmannswohnstätten im rheinisch-westfälischen Steinkohlenbezirk GmbH, die im Jahr 1920 als Treuhänderin Vangowert für die Vergabe von Darlehen für den Bergarbeiterwohnungsbau („Siedlungsbank“) gegründet wurde. Unter dem Dach der THS GmbH wurden zahlreiche regionale Werkswohnungsgesellschaften und Beteiligungsgesellschaften der THS zusammengeführt und zuletzt rund 70.000 Wohnungen verwaltet. Zum 1. Januar 2012 erfolgte der operative Zusammenschluss von THS und Evonik Immobilien zur Vivawest GmbH.

## Historie
Die THS wurde 1920 als Siedlungsbank, als Treuhandstelle für Bergmannswohnstätten im rheinisch-westfälischen Steinkohlenbezirk GmbH, in Essen gegründet. Arbeitgeber (Verein für die bergbaulichen Interessen) und Arbeitnehmer (Bergbau-Gewerkschaften) brachten zu gleichen Teilen Kapital in die Gesellschaft ein und waren paritätisch im Verwaltungsrat vertreten. Weitere Gelder erhielt die THS aus einem 1920–1923 erhobenen Kohlenpreisaufschlag, der seitdem als stille staatliche Einlage im „Bergmannssiedlungsvermögen“ der THS gebunden war. Bereits kurz nach Gründung des Unternehmens gingen die Aufgaben der THS jedoch über die reine Darlehensvergabe hinaus. Aufgrund des Risikos von Kapitalfehlleitung vor dem Hintergrund des großen Aktionsradius der THS, wurde sie selbst operativ im Baubereich und in der Wohnungsverwaltung tätig. Ihre zentrale Aufgabe war die Bereitstellung preisgünstigen und qualitätsvollen Wohnraums für die Zechenbelegschaften im Ruhrgebiet in der Nähe der jeweiligen Arbeitsplätze.
Durch Erwerb mehrerer Werkswohnungsgesellschaften (z. B. Glückauf Gemeinnützige Wohnungsbaugesellschaft) sowie durch Zukauf und Gründung sowohl technischer und kaufmännischer als auch sozialer Dienstleistungsunternehmen ab den 1970er Jahren hatte sich aus dem 90-jährigen Traditionsunternehmen im Laufe der Jahrzehnte ein wohnungswirtschaftlicher Dienstleistungskonzern mit zwischenzeitlich rund 75.000 Wohnungen in 63 Städten und Gemeinden mit über 800 Mitarbeitern entwickelt. Unternehmerischer Schwerpunkt war die Vermietung von Wohnraum an private Haushalte.

## Neuordnung der Besitzverhältnisse
Im Zuge der Umstrukturierung des Ruhrbergbaus wurde im Juni 2007 ein Vergleich zwischen der THS und dem Bund zur Ablösung des Bergmannsiedlungsvermögens geschlossen. Der Bund erhielt von der THS bis Ende 2010 450 Mio. € und verzichtete im Gegenzug auf alle Rechte, die ihm aus dem mit dem Bergmannssiedlungsvermögen zusammenhängenden Treuhandverhältnis gegenüber dem Wohnungsunternehmen THS zustehen. Die THS firmierte daraufhin um von „Treuhandstelle für Bergmannswohnstätten im rheinisch-westfälischen Steinkohlenbezirk GmbH“ in „THS GmbH“; sie war seitdem kein Treuhänder mehr.
Die Gesellschafteranteile der THS wurden danach zunächst zu je 50 % von der Vermögensverwaltungs- und Treuhandgesellschaft der Industriegewerkschaft Bergbau und Energie mbH sowie der Evonik Immobilien GmbH gehalten, auf die die Ansprüche des Vereins für die bergbaulichen Interessen im Zuge der Abspaltung der weißen (Industrie-) von der schwarzen (Bergbau-)Seite im damaligen RAG-Konzern schließlich übertragen wurden.

## THS und Kulturhauptstadt 2010
Als Projektpartner der Europäischen Kulturhauptstadt RUHR.2010 hat die THS in Gelsenkirchen das Projekt Nordsternturm NT2 realisiert, das nun zu den sieben „Hochpunkten“ im Revier zählt. Mit der Aufstockung des Nordsternturmes um vier neue gläserne Etagen auf rd. 85 Meter hat das Unternehmen eine Landmarke errichtet, die weit über Gelsenkirchen hinaus sichtbar ist. Die oberste Etage ist als öffentliche Besucherterrasse ausgebaut. Durch die 18 Meter hohe Herkules-Statue des Künstlers Markus Lüpertz auf dem Erschließungsturm wurde zudem ein neues Wahrzeichen geschaffen. Im denkmalgeschützten Nordsternturm wird heute auch das Nordstern Videokunstzentrum beheimatet.